# Šimon Dvořák
Šimon Dvořák (30. ledna 1818, Dub nad Moravou – 7. listopadu 1883, Praha) byl český důlní inženýr a politik, v 60. letech 19. století poslanec Českého zemského sněmu a Říšské rady.

## Biografie
Působil jako odborný publicista a vysokoškolský pedagog. Působil v Praze. Byl důlním inženýrem.
V zemských volbách v Čechách v roce 1861 byl zvolen do Českého zemského sněmu za městskou kurii (obvod Hořovice, Beroun, Rokycany, Radnice) jako oficiální kandidát českého volebního výboru (Národní strana). Za týž obvod obhájil mandát i ve volbách do sněmu v lednu 1867 a volbách do sněmu v březnu1867.
Zemský sněm ho v roce 1861 vyslal do Říšské rady (celostátní zákonodárný sbor, tehdy ještě nevolen přímo, ale tvořen delegáty jednotlivých zemských sněmů), kde reprezentoval kurii měst, obvod Hořovice, Beroun, Radnice, Rokycany. Poslancem ve vídeňském parlamentu byl jen do 30. června 1863, kdy byla dopisem oznámena jeho rezignace na mandát (čeští poslanci se tehdy pro nesouhlas s ústavním vývojem v monarchii stáhli z práce Říšské rady). V roce 1868 skončil i jako poslanec zemského sněmu. V té době patřil mezi několik českých poslanců, kteří zastávali významné funkce ve státní správě. Dvořák byl c. k. horním komisařem. Zesilující opoziční rétorika české politické scény pro něj představovala dilema. V srpnu 1868 se čeští zákonodárci dostavili do zemského sněmu a František Ladislav Rieger přednesl jejich jménem státoprávní deklaraci českých poslanců coby nejucelenější programový manifest české opozice, v němž Češi odmítli ústavu z roku 1867. Pro Dvořáka nebyla takto vypjatá konfrontace se státem únosná, a proto na mandát ještě před zveřejněním státoprávní deklarace rezignoval.